# Pol·lis
Pol·lis (Pollis, Πόλλις) fou un navarc (almirall) espartà que va néixer al segle v aC i va morir després de l'any 376 aC.
Se'l menciona per primer cop el 390 aC amb el càrrec de έπιστολεύς, o segon en el comandament de la flota, segons diu Xenofont. El 376 aC va ser nomenat navarc o comandant en cap de la flota de 60 vaixells encarregada de tallar els subministraments de gra a Atenes durant la Guerra tebana. Al mes de setembre quan la flota dirigida per l'atenenc Càbries assetjava l'illa de Naxos va decidir atacar-lo. A la batalla de Naxos, Pol·lis, que comandava l'ala dreta va derrotar l'ala esquerra atenesa i va matar el seu comandant, però va arribar Càbries amb la flota principal i va guanyar la batalla. No se sap si Pol·lis va morir allà.